# 側條湖棲花鱂
側條湖棲花鱂，為輻鰭魚綱鯉齒目鯉齒亞目花鳉科的其中一種，分布於非洲Cuango河上游及Kasai河流域，體長可達5公分，屬肉食性，生活習性不明。

## 擴展閱讀
維基物種上的相關：側條湖棲花鱂